# البطولة العربية للأندية الفائزة بالكؤوس 1998
البطولة العربية للأندية الفائزة بالكؤوس 1998 هي النسخة التاسعة من البطولة العربية للأندية الفائزة بالكؤوس التي أقيمت في بيروت، لبنان من 19 إلى 30 أغسطس 1998. مثلت الفرق الدول العربية في أفريقيا وآسيا. فاز مولودية وهران الجزائري بالبطولة للمرة الثانية في تاريخه، على حساب الجيش السوري.